# Seweryn Henzel
Seweryn Henzel (ur. 8 marca 1838 we Lwowie, zm. 1 października 1907 tamże) – ziemianin, polityk i poseł do galicyjskiego Sejmu Krajowego i austriackiej Rady Państwa
Właściciel majątku ziemskiego zamieszkały we Lwowie,  Poseł do Sejmu Krajowego Galicji V kadencji w latach 1882-1889 z okręgu Bóbrka-Chodorów, Od 1891 przez kolejne 3 kadencje wybierany do Rady Państwa w Wiedniu. Członek Koła Polskiego w Radzie.
Dzierżawca majątku Szołomyja. Członek i działacz Galicyjskiego Towarzystwa Gospodarskiego, członek jego Komitetu (12 czerwca 1880 - 15 czerwca 1892, 20 czerwca 1899 - 18 czerwca 1903). 